# Alfred Bindslev
Alfred Bindslev, född 21 juni 1896, död 30 maj 1954 var en dansk politiker.
Bindslev tog 1920 en teologie kandidatexamen och verkade 1921-1933 som präst. Han blev 1926 medlem av Folketinget som representant för Konservative Folkeparti, var 1925-1938 ledamot av Köpenhamns stadsfullmäktige, från 1938 rådman och från 1940 borgmästare för skol- och undervisningsfrågor. Bildslev utgav bland annat Kampen om Skolen (1935) och Konservatismens historie i Danmark (3 band, 1936-1938). Han var under många år en uppskattad prediant och präst på modet men lämnade verksamheten för att helt ägna sig åt politiken. Bindslev framträdde ofta som företrädare för en ganska skarp konservatism.

## Utmärkelser
- Riddare av Dannebrogorden,  1941[1]

[Redigera Wikidata]